# Kahoka
Kahoka är administrativ huvudort i Clark County i Missouri. Orten planlades år 1851 och fick sitt namn efter indianstammen cahokia.